# Kwas kapronowy
Kwas kapronowy – organiczny związek chemiczny, jeden z nasyconych kwasów tłuszczowych.